# Zazie nel metró
(Raymond Queneau a proposito di Zazie nel metró)
(Il pappagallo Laverdure)
Zazie nel metró (in originale Zazie dans le métro) è un romanzo di Raymond Queneau, pubblicato da Gallimard nel 1959. Fu tradotto in italiano da Franco Fortini, nel 1960 per Einaudi.

## Trama
Zazie è una ragazzina ribelle, che arriva a Parigi dalla campagna per stare alcuni giorni con lo zio Gabriel, un omone che per mestiere fa il ballerino travestito. Zazie ha soprattutto voglia di vedere la metro, ma uno sciopero glielo impedisce. Non rassegnata all'idea di vedere la gente della capitale francese, la piccola non esita a scappare dalla casa dove alloggia, per incontrare una serie di personaggi surreali: pietosi e diabolici poliziotti, satiri, sognanti calzolai e vedove inconsolabili che affollano la Parigi di Queneau.

## Riassunto dei capitoli
Capitolo I: Alla stazione di Gare d'Austerlitz, Gabriel, un omone dal portamento poco virile, aspetta il treno che porta sua sorella Jeanne e sua nipote Zazie, che dovrà tenere con sé per tre giorni. Durante l'attesa, si lamenta dell'odore sgradevole dei francesi lì presenti, e discute con una coppia che critica il suo profumo (dal nome da lui inventato). Quando arriva il treno, prende in braccio la nipote Zazie. Jeanne gli dà subito delle raccomandazioni (come evitare di far "violentare" la bambina), prima di defilarsi assieme ad un uomo, con il quale passerà i prossimi giorni in libertà. Zazie e lo zio lasciano dunque la stazione per salire nel taxi di Charles, un amico di Gabriel poco fortunato con le donne, ma sempre in cerca di quella giusta. Zazie si mostra profondamente delusa per non essere andata nella metropolitana, a causa dello sciopero dei controllori. Lo zio Gabriel tenta di distrarla mostrandole i monumenti di Parigi (dando indicazioni completamente sbagliate), ma senza buoni risultati; infatti Zazie si scoccia ancor più, e capisce di non sopportare né lo zio né il suo amico Charles. Alla fine del capitolo, tutti e tre bevono qualcosa, seduti al terrazzo di un bar.
Capitolo II: Zazie e Gabriel arrivano a La Cave, il bar di Turandot, il padrone di casa di Gabriel. Quest'ultimo non sopporta assolutamente la grossolanità della piccola Zazie e non vuole che lei abiti sotto il suo tetto nemmeno per quei pochi giorni. In seguito, vanno entrambi nell'appartamento dello zio, situato al di sotto del bar. Dopo aver mangiato e chiacchierato, Marceline, la donna di Gabriel, corica Zazie, mentre suo marito si vernicia le unghie (uno dei tanti gesti poco virili da lui compiuti). Dopo una disputa con Turandot sul fatto che Zazie debba restare in casa sua, Gabriel si prepara per andare a lavorare, e Marceline lo recupera all'ultimo minuto per dargli il suo rossetto.
Capitolo III: La mattina seguente, Zazie, che non ha più intenzione di rimanere chiusa in quell'appartamento, esce silenziosamente dalla sua camera, raggiunge l'entrata e scappa di casa. Turandot assiste incredulo alla scena e la insegue. Quando finalmente riesce ad acciuffarla, Zazie grida aiuto e lo accusa di pedofilia in mezzo ad una folla di passanti i quali divengono subito inferociti. Turandot è quindi obbligato a tornare al suo bar. Dopo qualche bicchiere di vino, va da Gabriel e lo informa di ciò che è accaduto con Zazie e lo incita a partire alla ricerca di sua nipote. Una volta uscito, Gabriel incrocia il calzolaio Gridoux, il quale gli fa capire che quella di Zazie è una vera e propria fuga . Tuttavia Gabriel, non particolarmente a tutto ciò, decide di non chiamare la polizia e torna a coricarsi.
Capitolo IV: Intanto Zazie è fuggita dalla folla e gironzola per le vie della città. Ad un certo punto scorge l'ingresso di una metropolitana, ci si precipita, ma comprende immediatamente che lo sciopero è ancora in atto e comincia a piangere e singhiozzare. Un uomo la vede, si avvicina e la consola con un "cacolaco." Anche se diffidente, Zazie si mostra da subito curiosa nei riguardi di questo simpatico sconosciuto, e decide di seguirlo al mercato delle pulci. I due si soffermano ad una bancarella, dove lui le compra un paio di "bloudjinnz”. Dopodiché la porta a mangiare patatine fritte e cozze in un ristorante. Zazie accresce la sua fiducia verso di lui e gli confessa la ragione del suo soggiorno a Parigi: una domenica del mese di ottobre, sua madre uccise suo padre a colpi d'ascia dopo che ha provato ad approfittare di lei, ma è stata assolta.
Capitolo V: Una volta finito di raccontare l'omicidio di suo padre, Zazie descrive la vita che faceva assieme a sua madre e al suo amante Giorgio. Tuttavia, racconta Zazie, sua madre Jeanne se n'è separa, perché lui le gironzolava troppo intorno. Ed è dunque per proteggerla che Jeanne l'ha lasciata a suo fratello Gabriel per qualche giorno. Lo sconosciuto comincia dunque ad interessarsi a Gabriel, ma Zazie decide di prendere i jeans e di scappare via. Dopo un lungo inseguimento viene recuperata dall'uomo, che l'accusa di furto. Lei allora risponde minacciandolo con la solita accusa di pedofilia, in mezzo ad un'altra folla di passanti. Ma lo sconosciuto l’anticipa e accusa lei di essere una ladra. Si avvicina un gruppo di persone che lamenta l’inciviltà dei giovani. Zazie ipotizza che lo sconosciuto non sia un satiro ma un poliziotto; le viene, quindi, in mente l’idea di farlo incontrare con lo zio e lo porta a casa. Gabriel è alquanto sorpreso ma accetta di venire interrogato, per l'appunto dallo sconosciuto "poliziotto." Pensando che Gabriel faccia prostituire Zazie, riesce a fargli confessare di lavorare di notte come ballerina in un locale per omosessuali.
Capitolo VI: Mentre il “poliziotto” si informa sul lavoro di Gabriel, Zazie prova ad indossare i suoi jeans. Pèdro Surplus (nome del poliziotto da lui rivelato) "accusa" Gabriel di essere omosessuale data la natura del suo mestiere. Quest'ultimo tenta quindi di giustificarsi. Quando, però, Pedro prende di mira Marceline, Gabriel lo prende per il bavero e lo caccia fuori di casa gettandolo per le scale. Pedro va da Turandot, si siede in fondo al bar e chiede qualcosa da bere per riprendersi. Quindi arriva anche Gabriel che sviene quando vede Pedro. Dopo un po' si riprende, grazie a un tonico (un fernet-branca, lo stesso liquore preso da Pedro) che Charles gli versa in bocca. Ripresosi e dopo un assurdo dialogo con lo stesso Pedro, Gabriel esce con Charles: devono andare a pranzo e poi portare per Parigi Zazie.
Capitolo VII: Mado P'tits-pieds, cameriera de La Cave, serve il pasto al calzolaio Gridoux. Quest'ultimo vuole conoscere l'uomo sconosciuto e chiede alla cameriera di raccontargli ciò che ha fatto. Ma Mado gli dice soltanto che si tratta un uomo normale. Gli parla invece di Charles, di cui è evidentemente innamorata (per lei non ha nessun difetto, se non il troppo romanticismo). Poi riparte a servire gli altri clienti. Pédro-surplus va verso Gridoux per acquistare un laccio per la sua scarpa. Pedro insiste ad accusare Gabriel di omosessualità; Gridoux difende Gabriel dicendo che fa quel lavoro (il ballerino in un locale gay) solo per divertire i clienti, in più è anche sposato.
Capitolo VIII: Charles, Gabriel e Zazie osservano Parigi dall'alto della Tour Eiffel. Dopo un po' Gabriel si allontana. Nel frattempo Zazie chiede a Charles se suo zio è "hormossessuel." Poi discutono sulla paura e la frustrazione di Charles verso le donne. Al che, Charles si innervosisce terribilmente e scende di corsa dalla Torre. Intanto Gabriel recita un lungo monologo/confessionale dal linguaggio particolarmente ricercato. Delle turiste straniere scese da un bus, lo raggiungono e lo circondano. Zazie arriva proprio nel momento in cui Fédor Balanovitch, il conducente di corriera chiama a sé le ragazze per riprendere il tour della città. Nota subito Gabriel, ma lo chiama col nome di Gabriella. Zazie e suo zio salgono allora sull'autobus, perché Charles è partito scocciato dal comportamento della bambina. L'autobus parte diretto verso la Sainte-Chapelle.
Capitolo IX: Durante il tragitto, Gabriel parla ai viaggiatori, mentre Zazie non vede l'ora di scendere. Dopodiché chiede a suo zio quale sia la sua vera sessualità. Scendono dall'autobus e continuano la loro conversazione, la quale attira l'attenzione della vedova Mouaque. Comincia quindi a prendere parte anch'ella alla discussione e ad esternare la sua moralità tipicamente borghese, fino a quando le turiste dell'autobus non lo prendono con la forza e lo riportano sull'autocorriera. La vedova chiede allora aiuto ad un poliziotto e gli racconta di questo "rapimento." Il poliziotto Trouscaillon (nuovo nome, stessa persona) decide immediatamente di aiutarle.
Capitolo X: Il poliziotto cerca un automobilista per andare con Zazie e la vedova alla Sainte-Chapelle a salvare Gabriel. Dopo aver inutilmente cercato di fermare due automobilisti, Trouscaillon ha un colpo di fortuna: un turista di Saint-Montron si ferma per chiedergli informazioni per raggiungere proprio la Sainte-Chapelle. Trouscaillon si offre di accompagnarlo. Così i tre salgono sull’auto. Il “sanmontrenese” dice di conoscere Zazie e sua madre Jeanne Lalochère. Dopo un tortuoso tragitto arrivano a Sainte-Chapelle dove urtano l'autobus di Fédor e gli chiedono dove sia finito Gabriel.
Capitolo XI: Trovano Gabriel seduto in un terrazzo mentre parla del suo spettacolo alle turiste dell'autobus. Avendolo finalmente ritrovato, Trouscaillon se ne va, ma la vedova Mouaque lo segue. Gabriel porta Zazie al Mont-de-Piété per farla assistere al suo show e mettere dunque fine alle numerose domande riguardo alla sua sessualità, fatte in continuazione dalla bambina. Le turiste stanno sempre vicino a Gabriel, per questo lui decide di portare anch'elle al suo spettacolo.
Capitolo XII: Trouscaillon e la vedova Mouaque realizzano subito di piacersi a vicenda e decidono di darsi appuntamento la sera stessa. Nel mentre che aspetta, la vedova incontra Zazie e insieme decidono di fare un tratto di strada insieme; al che si rendono conto di andare verso lo stesso luogo: lo Sferoide. Raggiungono Gabriel che sta giocando a biliardo con le turiste. Gabriel invita la vedova Mouaque e Trouscaillon a cenare con loro. Durante il pasto, Zazie se la prende con la cameriera dicendole che non è affatto contenta del suo piatto. Ciò provoca l'indignazione della cameriera. Gabriel prende le sue difese e fa uscire fuori il padrone. Ma Trouscaillon riesce a calmare la tensione creatasi ed un cameriere porta un nuovo piatto alla piccola Zazie.
Capitolo XIII: Gabriel manda a Mado da Marceline a chiederle di sistemare il suo costume di scena per lo spettacolo e di portarglielo al locale il prima possibile. Tuttavia, Charles glielo impedisce perché esige una risposta alla sua domanda di matrimonio. Mado accetta e per congratularsi con la nuova coppia di fidanzati, Gabriel invita anche loro al suo spettacolo. Successivamente Mado sale a vedere a che punto sia Marceline, la quale si congratula con lei per le future nozze.
Capitolo XIV: Turandot, Mado, Laverdure, Gridoux e Charles prendono l'automobile e partono in direzione del Mont-de-Piété. Arrivati a destinazione, si domandano la vera ragione della loro venuta darto che Gabriel ha voluto sempre tenere segreto questo spettacolo. Entrano nella sala e raggiungono Zazie ed il gruppo di turiste. Gabriel ordina dello champagne e comincia a spiegare la natura della sua "arte coreografica." Mentre il pubblico si diverte, Gabriele va a vedere la sua banda, e continua a lamentarsi dell'assenza di Marceline.
Capitolo XV: Marceline sta dormendo nella sua poltrona, ma viene svegliata da Pedro-surplus che entra di soppiatto nell'appartamento. Comincia ad interrogarla facendosi passare per l'ispettore Bertin Poirée. Si descrive come un uomo dalle multiple sfaccettature: è sia Trouscaillon, che Pédro-surplus che Bertin Poirée. Poi tenta di sedurre Marceline ma lei riesce a scappare da una finestra.
Capitolo XVI: Trouscaillon aspetta la chiusura del Mont-de-Piété. Parla con Fédor che sta aspettando anch'egli per lo stesso motivo. A spettacolo concluso, i due fidanzati tornano a casa, mentre Gabriel e gli altri partono al Nyctalopes (un ristorante). Gridoux si rende conto dell'incredibile somiglianza tra Trouscaillon e Pédro-surplus. Minaccia allora quest'ultimo di confessare tutte le malefatte della mattina passata alla vedova Mouaque. Due poliziotti sono attirati dalla disputa in corso, ma Trouscaillon riesce a rassicurarli grazie alla sua uniforme da ufficiale. Ciononostante, Zazie aggrava notevolmente la situazione, tanto che Trouscaillon viene portato via dai due agenti.
Capitolo XVII: Al Nyctalopes, la vedova Mouaque piange per Trouscaillon. Gridoux che non ne può più, le dà uno schiaffo, la vedova risponde con un altro schiaffo, e così via. Questo conflitto attira i camerieri che portano fuori Turandots. Scoppia una rissa alquanto bizzarra (si lanciano anche piatti di pasta) che coinvolge man mano tutti i clienti del locale. Alla fine però la banda di Gabriel prende il sopravvento. A combattimento concluso, Turandot va dietro il bancone e prepara del caffè. Gabriel, vedendo che il locale è pieno di poliziotti decide di andarsene.
Capitolo XVIII: Mentre la banda beve il loro caffè, la vedova Mouaque raggiunge Trouscaillon fuori. Ma mentre cerca di uscire, i poliziotti le sparano e lei cade a terra. In seguito, i poliziotti entrano nel ristorante capitanati da Trouscaillon, che si presenta come Aroun Arachide, "Principe di questo mondo." La truppa di Gabriel e gli altri è intrappolata, ma viene fortunatamente salvata da uno sconosciuto, Marcel, che riesce ad abbassare un montacarichi sul quale si trovavano. Vengono così condotti nei meandri della metropolitana parigina e decidono di separarsi per meglio sfuggire ai propri inseguitori.
Capitolo XIX: Jeanne Lalochère si eclissa dall'appartamento del suo amante perché i tre giorni di libertà sono finiti e deve andare a recuperare sua figlia Zazie alla stazione. Marcel, forse Marceline, riaccompagna la piccola Zazie addormentata dalla madre, al posto di Gabriel che è sparito. Jeanne recupera Zazie che finalmente si sveglia, e alla domanda della madre riguardo a cosa avesse fatto durante questi ultimi tre giorni, risponde: “Sono invecchiata.”

## Critica
Secondo la definizione di Roland Barthes, Queneau è uno degli scrittori che lottano con la letteratura; in Zazie nel metró la battaglia si trasforma quasi in un corpo a corpo e sebbene la struttura dell'opera rimanga lineare e ben salda, essa viene continuamente aggredita dall'autore, fino a renderla quasi solo una vuota immagine. Nonostante apparentemente il romanzo sia "ben fatto" e familiare, i suoi avvenimenti sono sempre "divisi", incerti, antifrastici (a partire dal titolo, infatti Zazie non prenderà mai la metro). La parola che li narra è derisoria e metalinguistica; i personaggi sono astratti e quel che si dicono rappresenta più che la serietà del mondo adulto opposto alla fantasia di una ragazzina, lo scontro di un linguaggio che è in sé inafferrabile, sfuggente e aperto, mai perentorio e mai veramente oggettivo.
Zazie esplora un linguaggio colloquiale che si oppone al francese scritto ufficiale; una distinzione che nel francese è più marcata che in altre lingue. 
La prima parola del libro, la lunga e allarmante Doukipudonktan – tradotta in italiano con "Macchiffastapuzza" –, è una trascrizione fonetica della frase francese D'où qu'ils puent donc tant ? ("Da dove viene così tanta puzza?").

## Adattamenti cinematografici
- 1960: Zazie nel metrò, di Louis Malle, con Catherine Demongeot (Zazie) e Philippe Noiret (Gabriel).

## Edizioni italiane
- Trad. di Franco Fortini, Torino: Einaudi, 1960
- Stessa trad, in Oscar Mondadori, Milano: Mondadori, 1967
- Stessa trad. con un saggio di Roland Barthes, una testimonianza di Louis Malle e appendice biobibliografica a cura di Giacomo Magrini, Torino: Einaudi, 1994 ISBN 88-06-13474-4 ISBN 978-88-06-17340-1
- Ed. a fumetti: Clément Oubrerie, Zazie nel metrò dal romanzo di Raymond Queneau, prefazione di Stefano Bartezzaghi, trad. di Viola Cagninelli, Milano: Rizzoli Lizard, 2011 ISBN 978-88-17-04788-3